# Население Горно-Бадахшанской автономной области
Население Горно-Бадахшанской автономной области характеризуется своеобразием демографических тенденций на фоне соответствующих показателей республики Таджикистан.

## По годам
| Численность населения | Численность населения | Численность населения | Численность населения | Численность населения | Численность населения | Численность населения | Численность населения | Численность населения | Численность населения |
| 1991                  | 1992                  | 1993                  | 1994                  | 1995                  | 1996                  | 1997                  | 1998                  | 1999                  | 2000                  |
| --------------------- | --------------------- | --------------------- | --------------------- | --------------------- | --------------------- | --------------------- | --------------------- | --------------------- | --------------------- |
| 168 600               | ↗172000               | ↗175400               | ↗184500               | ↗188000               | ↗191400               | ↗195100               | ↗199700               | ↗203900               | ↗206200               |
| 2001                  | 2002                  | 2003                  | 2004                  | 2005                  | 2006                  | 2007                  | 2008                  | 2009                  | 2010                  |
| ↗207400               | ↗208300               | ↗208800               | ↗209500               | ↘206800               | ↘206400               | ↘206300               | ↘203100               | ↗203700               | ↗204800               |
| 2011                  | 2012                  | 2013                  | 2014                  | 2015                  | 2016                  | 2017                  | 2018                  | 2019                  | 2020                  |
| ↗206500               | ↗208500               | ↗210200               | ↗212100               | ↗214300               | ↗217400               | ↗220200               | ↗223600               | ↗226900               | ↗228900               |
| 2021                  | 2022                  |                       |                       |                       |                       |                       |                       |                       |                       |
| ↘228400               | ↗230100               |                       |                       |                       |                       |                       |                       |                       |                       |

## Перепись 1989 года
В советское время, за счёт высокого естественного прироста и иммиграции население области быстро увеличивалось. Так, по всесоюзной переписи 1989 г., население ГБАО составило 160 886 человек. Памирские народы (бадахшанцы) учитывались в составе таджиков — суммарно 143 932 чел. (89,5 %), также в ГБАО проживали киргизы 10 756 (составляя 6,7 % населения АО, в том числе почти 72 % населения Мургабского района), в городе Хорог также проживали представители славянских народов (русские, украинцы и белорусы), которых было учтено 4 758 (3,0 %). Остальные 3,5 % приходилось на небольшие группы казахов, узбеков, туркмен, каракалпаков и татар, сосредоточенные в основном в административном центре области — г. Хороге.

## Независимый Таджикистан
По переписи 2000 года, численность населения области достигла 206 тыс. человек. За счёт высокого естественного прироста, продолжалось увеличение население региона. Однако, численность лиц всех национальностей сокращалась в результате миграционного обмена с другими регионами Таджикистана и другими странами СНГ. Доля городского населения (единственным городом АО является г. Хорог) была очень низкой — 13,4 % (что в два раза ниже чем по республике в целом).

### Перепись 2010 года
Перепись 2010 года впервые зафиксировала небольшое сокращение (-0.3 %) числа жителей АО. Численность населения АО (206 тыс.) оказалась значительно ниже чем данные текущего учёта (230 тыс.) из-за недоучёта эмиграции. За период 2000—2010 гг. естественный прирост был практически равен миграционному оттоку, который затронул представителей всех национальностей АО. Население увеличилось только в городе Хорог (с 27,4 до 28,1 тыс. чел). За счёт этого, доля городского населения в ГБАО поднялась с 13,4 до 13,6 %, в то время как по Таджикистану в целом этот показатель не изменился и остался на уровне 26,5 %. Тем не менее, ГБАО продолжает оставаться наименее урбанизированным регионом республики.
В этническом отношении памирские народы (бадахшанцы), учитывающиеся в составе таджиков, вместе составили 94,4 % или 194 423 человек. Крупнейшим этническим меньшинством остаются киргизы (5,3 % или 10949 человек). После распада СССР, большая часть славянского населения покинула ГБАО. Численность русских за 1989—2010 гг. сократилась с 3195 до 81 человека (или с 1,99 % до 0,04%).

## Национальный состав
Динамика численности и национального состава населения ГБАО по данным Всесоюзных переписей 1939 — 1989 годов и переписи населения Таджикистана 2010 года
| Национальность    | 1939 чел. | %       | 1959 чел. | %       | 1970 чел. | %       | 1979 чел. | %       | 1989 чел. | %       | 2010 чел. | %       |
| ----------------- | --------- | ------- | --------- | ------- | --------- | ------- | --------- | ------- | --------- | ------- | --------- | ------- |
| Всего             | 53210     | 100,00% | 73037     | 100,00% | 97796     | 100,00% | 127709    | 100,00% | 160887    | 100,00% | 205949    | 100,00% |
| таджики (памирцы) | 44374     | 83,39%  | 65534     | 89,73%  | 89314     | 91,33%  | 115484    | 90,43%  | 143932    | 89,46%  | 194423    | 94,40%  |
| киргизы           | 6093      | 11,45%  | 5395      | 7,39%   | 6930      | 7,09%   | 8503      | 6,66%   | 10756     | 6,69%   | 10949     | 5,32%   |
| узбеки            | 148       | 0,28%   | 86        | 0,12%   | 220       | 0,22%   | 292       | 0,23%   | 250       | 0,16%   | 410       | 0,20%   |
| русские           | 1719      | 3,23%   | 1413      | 1,93%   | 764       | 0,78%   | 1779      | 1,39%   | 3195      | 1,99%   | 81        | 0,04%   |
| татары            | 361       | 0,68%   | 174       | 0,24%   | 102       | 0,10%   | 155       | 0,12%   | 297       | 0,18%   | 8         | 0,00%   |
| казахи            | 14        | 0,03%   | 13        | 0,02%   | 16        | 0,02%   | 39        | 0,03%   | 395       | 0,25%   | 3         | 0,00%   |
| украинцы          | 286       | 0,54%   | 229       | 0,31%   | 309       | 0,32%   | 1203      | 0,94%   | 1096      | 0,68%   |           |         |
| белорусы          | 19        | 0,04%   | 21        | 0,03%   | 23        | 0,02%   | 56        | 0,04%   | 467       | 0,29%   |           |         |
| другие            | 196       | 0,37%   | 172       | 0,24%   | 118       | 0,12%   | 198       | 0,16%   | 499       | 0,31%   | 75        | 0,04%   |